# Blangy-sur-Bresle
Blangy-sur-Bresle és un municipi francès, situat al departament del Sena Marítim, dins la regió de Normandia. L'any 1999 tenia 3.405 habitants.

## Situació
Blangy-sur-Bresle es troba al nord-est del departament del Sena Marítim. És situat als marges del Bresle.

## Administració
L'alcalde de la ciutat és Claude Vialaret (2001-2008).

## Demografia
| Evolució de la població |       |       |       |       |       |       |       |       |
| 1793                    | 1800  | 1806  | 1821  | 1831  | 1836  | 1841  | 1846  | 1851  |
| 1.554                   | 1.747 | 1.846 | 1.718 | 1.717 | 1.830 | 1.841 | 1.872 | 1.838 |

| 1856  | 1861  | 1866  | 1872  | 1876  | 1881  | 1886  | 1891  | 1896  |
| ----- | ----- | ----- | ----- | ----- | ----- | ----- | ----- | ----- |
| 1.713 | 1.699 | 1.681 | 1.599 | 1.606 | 1.632 | 1.668 | 1.653 | 1.788 |

| 1901  | 1906  | 1911  | 1921  | 1926  | 1931  | 1936  | 1946  | 1954  |
| ----- | ----- | ----- | ----- | ----- | ----- | ----- | ----- | ----- |
| 1.899 | 1.927 | 1.892 | 1.949 | 2.133 | 2.130 | 2.207 | 1.855 | 2.362 |

| 1962  | 1968  | 1975  | 1982  | 1990  | 1999  | 2006 | 2011 | 2016 |
| ----- | ----- | ----- | ----- | ----- | ----- | ---- | ---- | ---- |
| 2.925 | 3.336 | 3.404 | 3.456 | 3.447 | 3.404 | -    | -    | -    |

| 2019 | - | - | - | - | - | - | - | - |
| ---- | - | - | - | - | - | - | - | - |
| -    | - | - | - | - | - | - | - | - |

## Ciutats agermanades
Blangy-sur-Bresle manté una relació d'agermanament amb la següent ciutat:
- Apégamé,  (Togo) (1985)